# Ковалевка (Черкасская область)
Ковале́вка (укр. Ковалівка) — село в Драбовском районе Черкасской области Украины.
Население по переписи 2001 года составляло 700 человек. Занимает площадь 5,39 км². Почтовый индекс — 19811. Телефонный код — 4738.

## Местный совет
19811, Черкасская обл., Драбовский р-н, с. Ковалевка, ул. Кирова, 7

## История
Одно из старинных сел края, упоминается ещё до Хмельниччины. В селе жили кузнецы (ковали), что играло немаловажную роль в ту эпоху и соответственно способствовало процветанию села, факт который нашел отражение в его названии и способствовал развитию села как крупного населенного пункта, а потом и волостного центра.
В эпоху Российской империи — одно из сел Пирятинского уезда Полтавской губернии. Центр одноимённой волости.
После революции 1917 года оказалось сначала в Полтавской, потом в Черкасской области Украинской Республики, нынешней Украины. С 1923 года было центром Ковалевского района.

## Жители
- Ральченко, Андрей Петрович (1922-1954) - участник ВОВ, полный кавалер Ордена Славы.
- Ральченко, Павел Сергеевич (1949-2009) - украинский поет и литератор
- Ральченко, Владимир Иванович - воспитанник школы Динамо, футбольный игрок и тренер;